# هیوگو گوئتز
هیوگو گوئتز (به انگلیسی: Hugo Goetz) (زادهٔ ۱۸ اکتبر ۱۸۸۴) شناگر اهل ایالات متحده آمریکا است.